# 系統樹

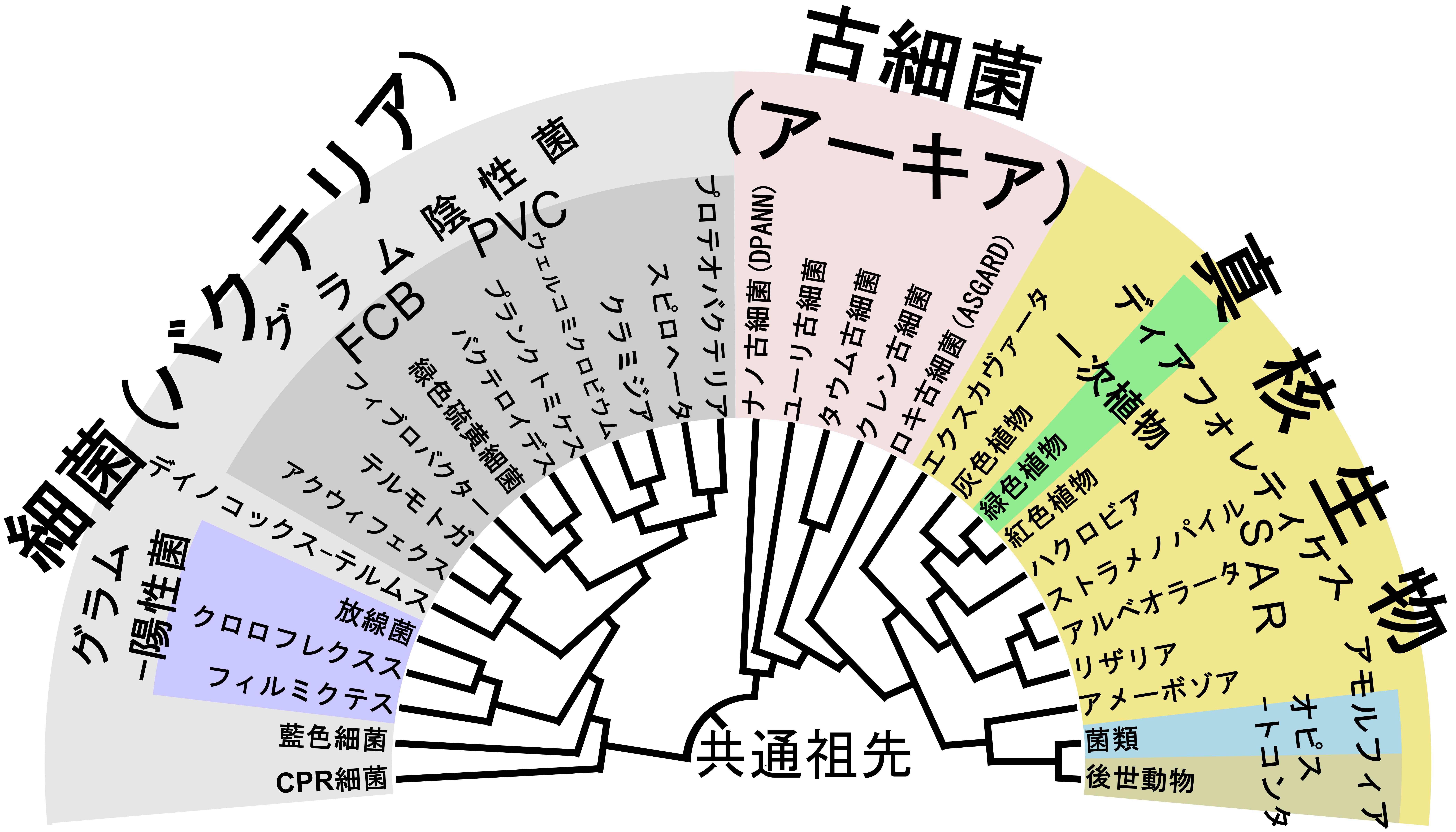
全生物を対象にした系統樹の例。

系統樹（けいとうじゅ、英: phylogenetic tree）とは、生物の進化の道筋を描いた図である。生物同士の類縁関係と、それらの系統発生（けいとうはっせい、英: phylogeny）を表す。樹木のような形になることから、エルンスト・ヘッケルにより名づけられた。

## 歴史

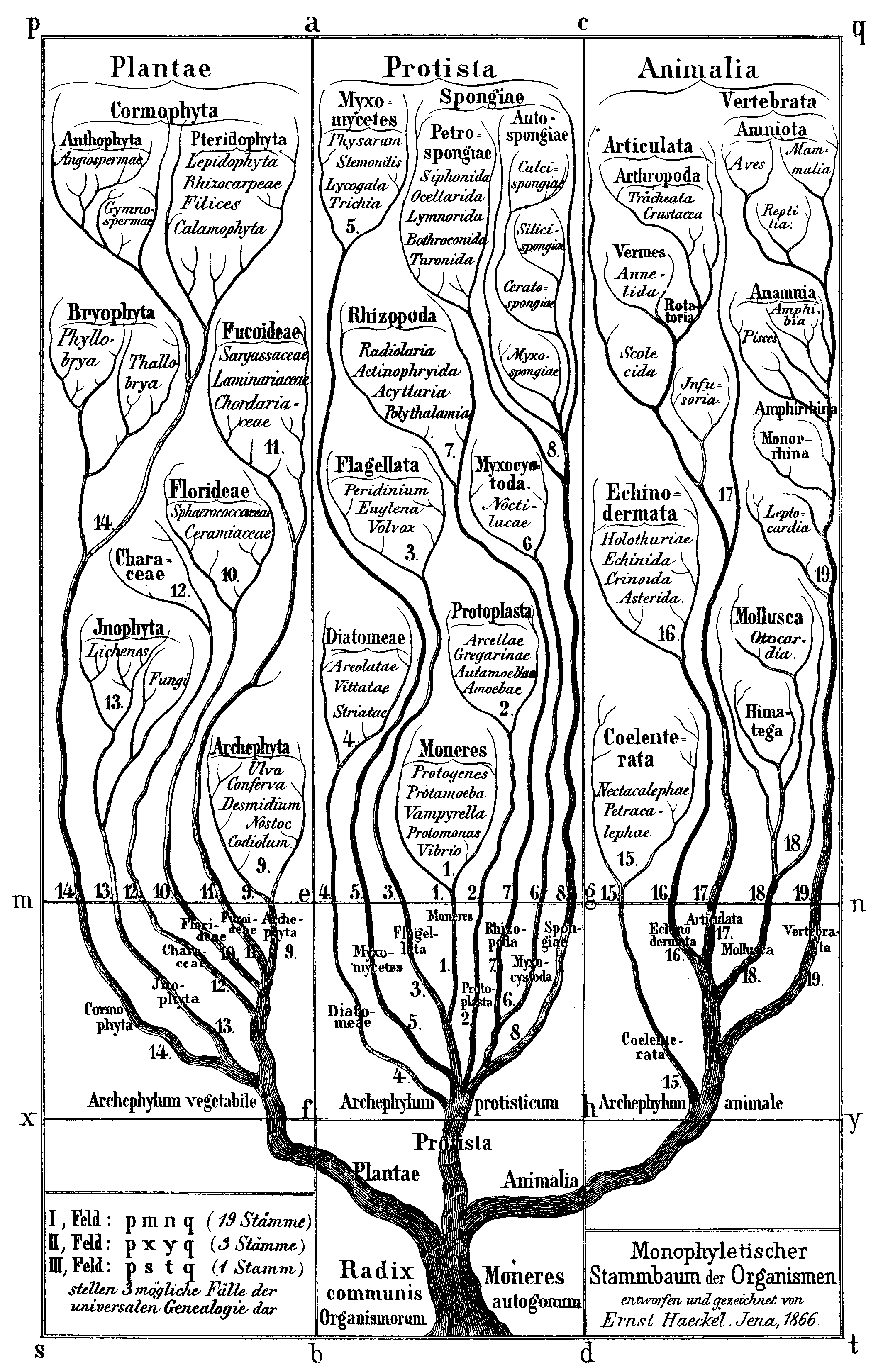
ヘッケルの系統樹

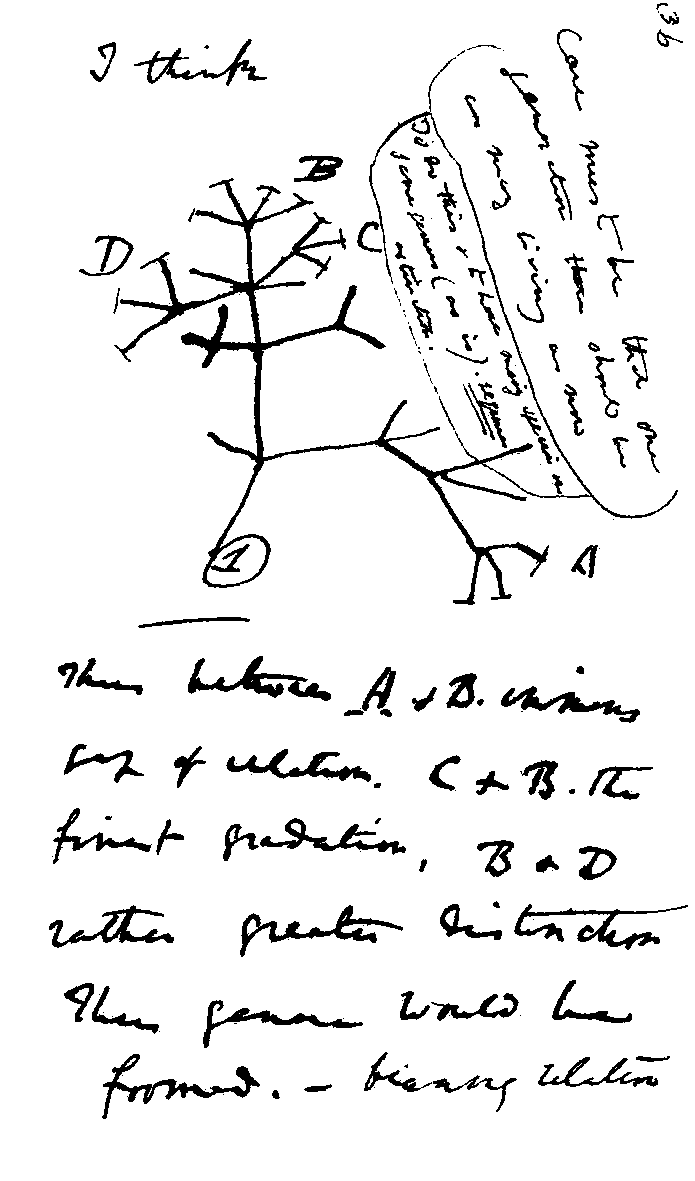
チャールズ・ダーウィン直筆の系統樹のスケッチ。生物変移説に関するノートに記載。アメリカ自然史博物館所蔵。

系統樹は1840年にエドワード・ヒッチコックが最初に書いた。ダーウィンもイラストを残している。また、エルンスト・ヘッケルはチャールズ・ダーウィンの進化論に感銘し、動物の系統を進化論に基づいて明らかにしようとした。
このような曖昧な形式の系統樹に対して、より正確な系統樹を描く試みもなされた。たとえば、古生物学の分野では、古生物のある群の消長がわかれば、横軸に時間を取り、その生物の誕生の時点から絶滅の時点までに至る帯を描くことができる。種数の増減は帯の幅で示す。ここで、この群から別の群が分化したと考えられると言うことがあれば、その時間の点で、前者の帯から枝分かれの形で新しい群の帯を描くことができる。これを繰り返せば、全体としてはやや樹型に見える系統樹を描ける。ただし、この場合、樹木のように根本が太く、先へ行くと細くなるような形を取らず、なにやら炎のような形になる。
より厳格な系統樹を描く方法を提示したのが分岐分類学である。それまでは各分類群の特徴を恣意的に取捨しつつ系統を論じていたのに対して、様々な形質を選び出し、それらを厳格な手順で比較、類似点を求めつつ分岐図を書き上げる方法を示した。そこでは分岐からのエッジの長さは類似度や信頼度のような数字で示され、それが進化に要したと見積もられる時間に相当する。さらに分子遺伝学的情報を用いて、分子時計を利用すれば、（その信頼性は別に論じなければならないとしても）絶対年代までを示しうる。
ただし、その図はやたらチームの多いトーナメント表のごときものになり、直感的な視認性の点では問題がある。そのため、一般読者に向けては、古典的な曖昧な系統樹もまた、需要はある。しかしながら、生物の系統に関する理解は、21世紀初頭現在、かなりの混乱にある。
21世紀初頭である現在は、一般向けにわかりやすい系統樹を書くには、とても困難な状況にあると言える。系統分類学は、いくつもの分野で、新しい方法によって旧来の体系の問題を指摘し、しかし新しい知識は完全な代替案を提出できていない。分岐分類学は、これまでの手法では思いつかなかった分類群間の類似点を指摘することになる場合も多く、さらにそれを分子遺伝学的情報が裏打ちする場合もあれば、さらなる見直しを要求する場合もある。
現在では、分岐分類学（分岐学）が、より厳密な系統樹の書き方を提示している。共通祖先を有すると考えられるいろいろな生物種（あるいはそれらの含む細胞内小器官(ミトコンドリア、葉緑体)や遺伝子(あるいはタンパク質のアミノ酸配列)など）の間の進化的関係を樹木状に表現した図（樹状図）である。枝分かれは系統の分岐を示し、枝の長さ、高さは進化の程度や時間経過を表す。分岐分類学の系統樹では子孫が枝分かれする各ノードが最も近い共通祖先を表し、エッジの長さが進化に要したと見積もられる時間に相当する。
分岐学における系統樹は、分岐図、ないし、クラドグラムと呼ばれる厳密なものである。ある意味で、分岐分類学は系統樹を書くための学問とも言える。ただし、その系統樹は上記のように古典的なものとは大きく趣を異にする。

## 分類
系統樹は有根系統樹と無根系統樹に分けられる。
- 有根系統樹（ゆうこんけいとうじゅ）

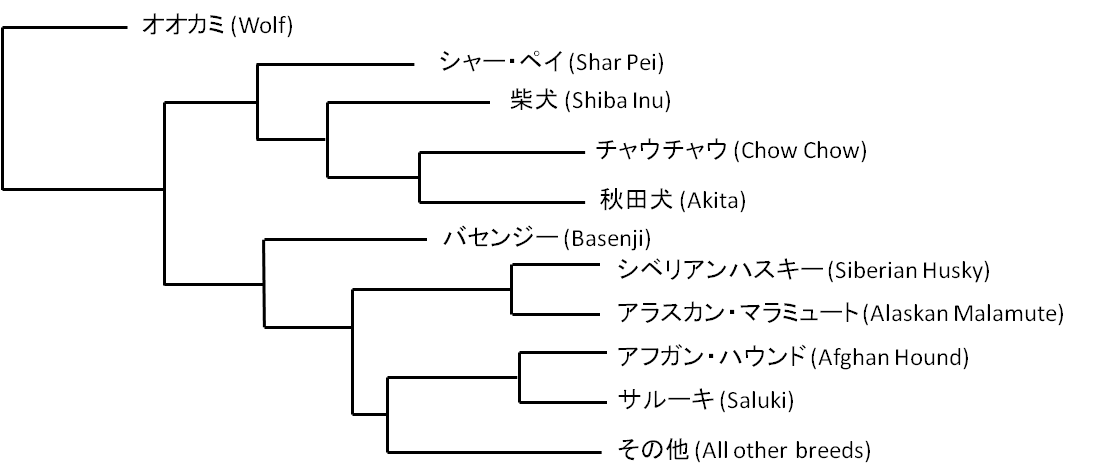
有根系統樹の例

  - 有向グラフ（向きが進化の方向を表す）。特定のノードが葉の部分（最末端）に当るものすべての最近の共通祖先と考えられるものに相当する。

- 無根系統樹（むこんけいとうじゅ）

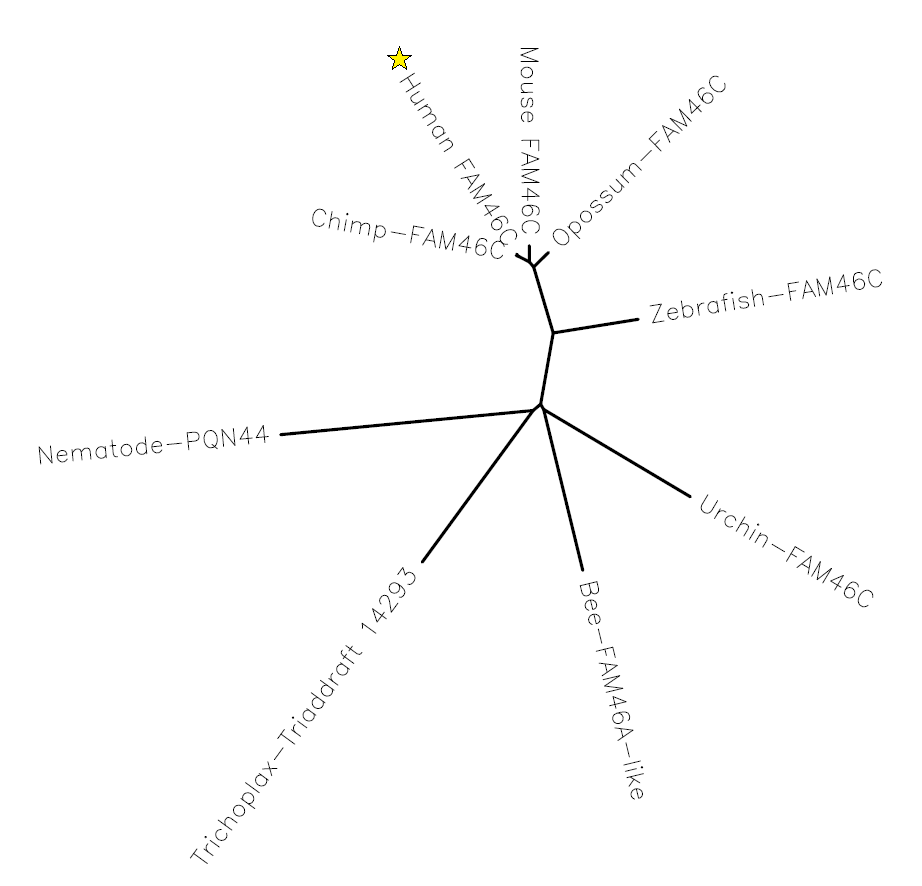
無根系統樹の例

  - 有根系統樹から共通の根（全体の共通祖先）を除いて得られた、すなわち共通祖先を考慮せず現存種どうしの関係を重視する系統樹。
  - 逆に、無根系統樹の対象とした生物に、それらとかけ離れていることが明らかな生物種（外群[アウトグループ]という）を加えて比較することで、有根系統樹が得られる。

系統樹は、分類群を樹枝状の線で繋ぐ形で生物の類縁関係を示したものである。進化が認められてからは、共通祖先保有関係に準拠して進化に基づく系統を示すものとして描かれた。古生物学の立場からは時代の変遷とその間の進化の経路を示す形で描いたものもある。ただし、これらにおける枝の描き方は事実ではなく仮説であり、将来的な研究により変化する。

## 作成
系統樹の作製には主に3つの方法がある。
- どれだけ似ているかを示す尺度として距離を計算して用いる、近隣結合法（NJ法）などの距離行列法
- 節約（同じ様な変化が独立に起きることがなるべく少なくなるようなシナリオを選ぶ方法）に基づく最大節約法など
- 多数の特徴の統計学的比較に基づく最尤法やベイズ推計など

## 一般的な系統樹が適用できない場合

垂直方向と水平方向の遺伝子の水平伝播を考慮した系統樹

変動ゲノムワイドパターンから求められる５１集団の遺伝的系統樹。これは集団の分岐の歴史を反映しているわけではない。

### 細胞内共生・水平伝播
今日の進化的知見に基づく、系統樹作成の問題の一つが、細胞内共生説である。つまり葉緑体やミトコンドリアが独立生物起源であり、独自のゲノムを持つことがわかったことである。
これまでの進化論では生物進化は種分化の積み重ねと考えられてきた。したがって、その系統を図示すれば樹状になるのは当然と考えられてきた。しかし、共生によって二つあるいは三つの生物が一つにまとまるとすれば、この根拠は崩れる。ただし、当初はこの共生は、真核細胞形成段階の一回きりのものと見なされ、それ以外の部分での変更はなかった。むしろ、葉緑体やミトコンドリアの系統を明らかにすることで、新たな展開が開けた部分がある。
しかし、その後、共生がさらに何度も独立に起こったらしいことが知られるようになった。しかも細胞内共生をおこなった真核細胞が細胞内に共生している例など、大変に入り組んだことが起こっているのがわかってきた。個々の部分ではとにかく、これによって原生生物全体の系統樹は非常に描きにくいものとなった。
さらには、遺伝子の水平伝播も細菌などでは普遍的に起こっていることが明らかになり（他の生物にもそれらしい例がある）、これを厳密に考慮すれば、系統「樹」ではなく甚だ複雑なネットワークとなってしまう。
ヘッケルの描いた系統樹は広葉樹の大木のようだった。太い幹は何度か枝分かれしつつも、上に向かって伸びていた。ジャン＝バティスト・ラマルクがもし系統樹を書いていれば、多分針葉樹のようなものを描いたであろう。ホイッタカーの系統樹は、根元で枝分かれした灌木の形であった。
現在では、生物進化が本質的に枝分かれだけで表現できないことを踏まえ、車輪樹法という系統樹表現法も提唱されている。

### 混合が生じる場合
また類似の問題として、同一種内の亜種や人類集団のように互いに混合が生うじる集団の場合、従来の枝分かれのみの系統樹では近縁度のみを示すだけで、複雑な分岐、混合を経た歴史を表すことはできない。系統樹上で姉妹関係と出た2つの集団が、1．純粋に共通集団から分岐した後に他集団と全く混合していないか、2．別ツールの集団の双方に共通の集団が混合したため見かけ上の姉妹関係のように表されているか　は全く判別できない。右の系統樹のように人類集団の混合を無視して単一祖先からの分岐のみで説明しようすることは実態を反映していない。単一祖先からの分岐のみを仮定する系統樹は生殖隔離が成立している種間の系統のみで適用可能であり、生殖隔離が成立していない種内の集団については個体レベルでは系統樹を描くことは原理的に不可能である。（単一の遺伝子指標のみでは可能である。）

## 他分野における系統樹

### 言語学

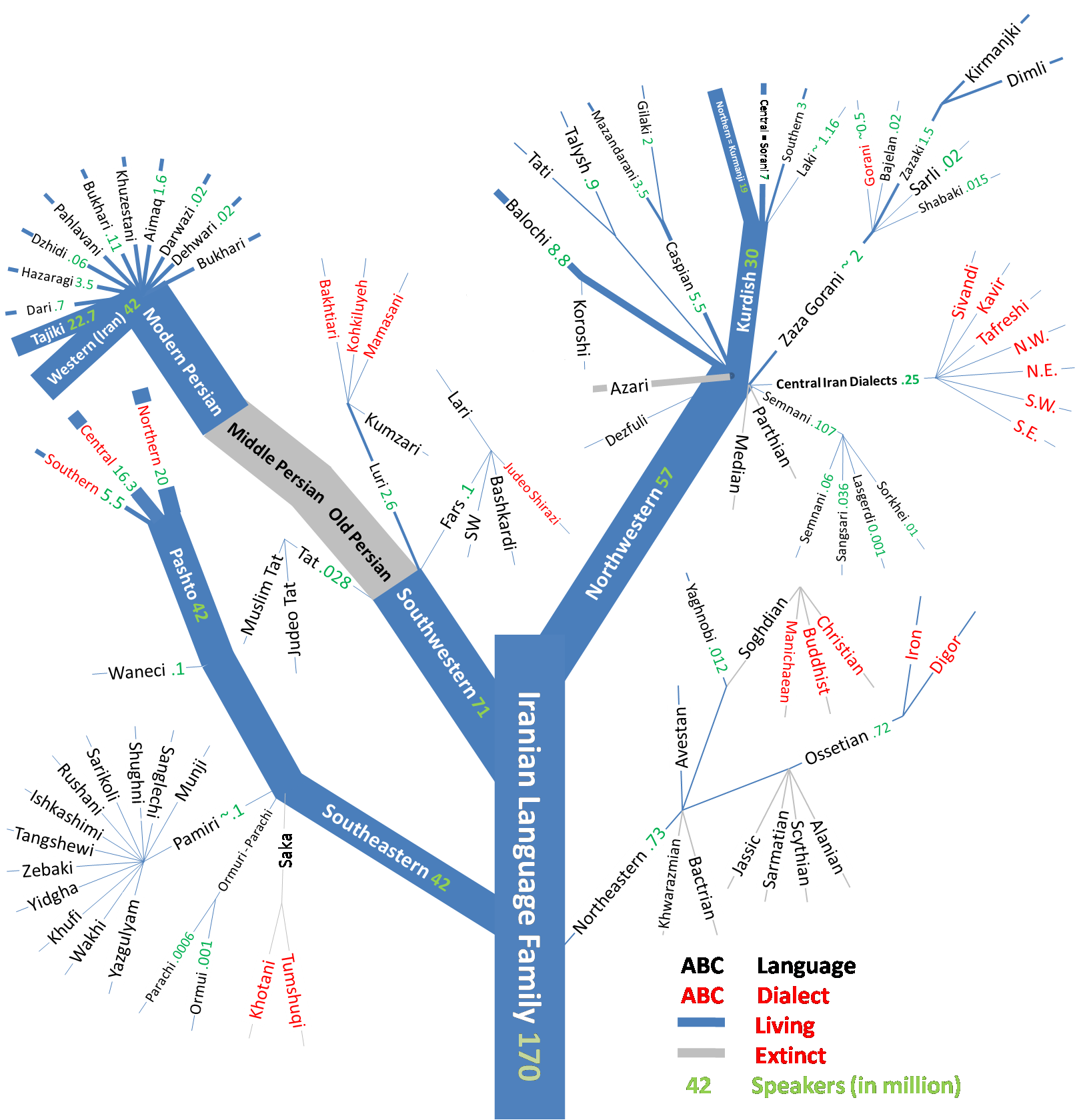
イラン語派の系統樹

生物学以外にも、比較言語学において、語族や語派内の言語の系統樹を作成する試みが行われている。アウグスト・シュライヒャーの系統樹説以来、言語間の近縁関係を探り、その歴史を探るため盛んに試みられている。（例：インド・ヨーロッパ語族の系統樹）。言語は言語接触による混合言語の生成や方言連続体により、単一の祖先からの分岐では説明できない場合も多いため、「ネットワーク系統樹」が有効な場合がある。

### その他
三中信宏が「系統樹的な考え方というのは、色々な分野でパラレルにやってきているんですね。言語学もやってきたし、写本系統学もやってきた。あるいは建築様式の進化でも、社会・政治の進化でも。それぞれの分野で同じようなことを考えながら、それでそれぞれの分野のオブジェクト、つまり、言語なり写本なり、建築様式、文化構築とかですね、そういうものの進化を考えてきたんですけど、そろそろ、相互の乗り入れを考えたほうがいいだろうと」と述べているように、言語学以外の分野においても、系統樹が用いられている。